# Raúl Planas
Raúl Planas (* 1925 in Kuba; † 2001 in Havanna, Kuba) war einer der wichtigsten Son-Sänger Kubas. Er sang unter anderem mit Rubén González und Sonora Matancera, der Ex-Gruppe von Celia Cruz. Er war einer der Sänger der Afro-Cuban All Stars.
Mit der jungen kubanischen Sängerin Addys Mercedes nahm Raul Planas auf ihrem Album „Mundo Nuevo“ das Duett „No Me Abandones“ auf.